# NGC 7594
NGC 7594 est une vaste galaxie spirale relativement éloignée et située dans la constellation de Pégase. Sa vitesse par rapport au fond diffus cosmologique est de 10 475 ± 27 km/s, ce qui correspond à une distance de Hubble de 154,5 ± 10,8 Mpc (∼504 millions d'al). NGC 7594 a été découverte par l'astronome britannique Andrew Ainslie Common en 1880. L'astronome français Guillaume Bigourdan a redécouvert indépendamment cette galaxie le 22 aout 1889 et elle a été inscrite au catalogue IC sous la désignation IC 1478.
La classe de luminosité de NGC 7594 est II et elle présente une large raie HI.
À ce jour, 11 mesures non basées sur le décalage vers le rouge (redshift) donnent une distance de 135,273 ± 20,190 Mpc (∼441 millions d'al), ce qui est à l'intérieur des valeurs de la distance de Hubble en raison de l'incertidude assez grande. Notons que c'est avec la valeur moyenne des mesures indépendantes, lorsqu'elles existent, que la base de données NASA/IPAC calcule le diamètre d'une galaxie et qu'en conséquence le diamètre de NGC 7594 pourrait être d'environ 76,4 kpc (∼249 000 al) si on utilisait la distance de Hubble pour le calculer.

## Groupe WBL 706

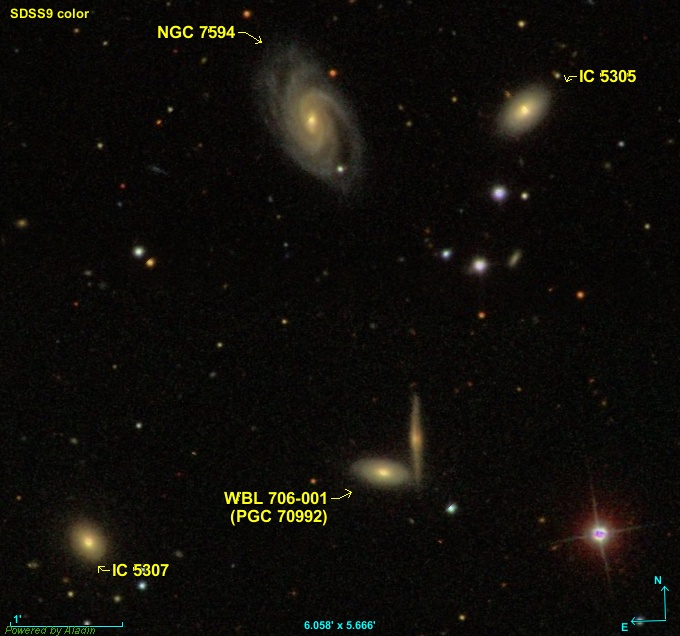
Les trois galaxies du groupe WBL 706 : NGC 7594, IC 5305 et PGC 70992.

Un catalogue de 732 groupes de galaxies rapprochés et pauvres en membres a été publié en mai 1999 par Richard A. White, Mark Bliton, Suketu P. Bhavsar, Patricia Bornmann, Jack O. Burns, Michael J. Ledlow et Christen Loken. La désignation employée pour les groupes de ce catalogue consiste dans les lettres WBL (les trois initiales communes aux patronymes des sept chercheurs découvreurs), suivies du numéro du groupe compris entre 1 et 732. L'identification des galaxies est malheureusement toujours absente, mais la base de données NASA/IPAC la permet souvent en entrant la requête WBL xyz-ab, où les lettres a été b correspondent à un numéro allant de 1 jusqu'au nombre maximal de galaxies dans le groupe xyz (001 à 732). Le catalogue indique ainsi les coordonnées du groupe et le nombre de galaxies constituant chacun.
Le groupe WBL 706 comprend au moins trois galaxies situées dans la constellation de Pégase. La distance moyenne entre ce groupe et la Voie lactée est d'environ 180 Mpc (∼587 millions d'al). Il y a une certaine confusion au sujet de l'identification de la galaxie WBL 706-001. La base de données NASA/IPAC identifie celle-ci à UGC 12485 en ajoutant NOTES02, note introuvable. En réalité, UGC 12485 est la galaxie NGC 7594. On peut lever l'ambiguïté en ajoutant la désignation du  catalogue PGC. WBL 706-001 est la galaxie PDG 70992 différente de NGC 7594.

## Galaxie du groupe
Le tableau ci-après liste les trois galaxies du groupe WBL 706.
| Nom                    | Classification | Type    | α (J2000.0)      | δ (J2000.0)         | Vitesse radiale (km/s) | Magnitude apparente | Distance (mpc)     | Dimension (kal) |
| ---------------------- | -------------- | ------- | ---------------- | ------------------- | ---------------------- | ------------------- | ------------------ | --------------- |
| UGC 12485 (WBL 706-01) | S?             | Spirale | 23h 18m 10.7396s | 10° 14′ 54.527.097″ | ?                      | ?                   | ?                  | ?               |
| IC 5305 (WBL 703-02)   | ?              | ?       | 23h 18m 06.2206s | 10° 17′ 59.430″     | 10 491 ± 28 km/s       |                     | 149,27 ± 10,47 Mpc | 137             |
| NGC 7594 (WBL 703-03)  | Sb             | Spiral  | 23h 18m 13.9146s | 10° 17′ 54.127″     | 10 845 ± 7 km/s        | 13,6                | 154,49 ± 10,82 Mpc | 218             |

Puisque la distance de l'une des galaxies est inconnue, la distance moyenne du groupe l'est aussi.

### Note
1. ↑  Diamètre dans la bande POSS1 103a-O.